# Pabneukirchen
Pabneukirchen település Ausztriában, Felső-Ausztria tartományban, a Pergi járásban. Tengerszint feletti magassága 571 méter, területe 40,96 km².

## Elhelyezkedése
Pabneukirchen Königswiesen, Sankt Georgen am Walde, Dimbach, Bad Kreuzen és Sankt Thomas am Blasenstein településekkel határos.

## Népesség
| 2016 | 1 719 |
| 2018 | 1 706 |